# ジサン・バレー・ロック・フェスティバル
ジサン・バレー・ロック・フェスティバル（JISAN VALLEY ROCK FESTIVAL）は 韓国のロック・フェスティバルである。「イエローライン」の主催によって韓国の京畿道利川市にあるスキー場、ジサン・フォレスト・リゾートを会場に2009年から開催されている。2014年はセウォル号沈没事故の配慮により開催休止。

## 概要
フジロックフェスティバルを主催するスマッシュとビジネス提携しているイエローラインが、前年まで運営に携わっていた仁川ペンタポート・ロック・フェスティバルから分派・独立する形で2009年に初めて主催したロック・フェスティバルである。

## 主な出演者
太字はヘッドライナーである。
2009年
- 7月24日：ウィーザー、フォール・アウト・ボーイ、ストレイテナー
- 7月25日：ベースメント・ジャックス
- 7月26日：オアシス、ジェット、ASIAN KUNG-FU GENERATION

2010年
- 7月30日：マッシヴ・アタック、ヴァンパイア・ウィークエンド、ベル・アンド・セバスチャン
- 7月31日：ペット・ショップ・ボーイズ、ミュートマス、フリクション
- 8月1日：ミューズ、クーラ・シェイカー、サード・アイ・ブラインド、the HIATUS

2011年
- 7月29日：ケミカル・ブラザーズ、ザ・ミュージック、9mm Parabellum Bullet
- 7月30日：アークティック・モンキーズ、フィーダー、ASIAN KUNG-FU GENERATION、ONE OK ROCK
- 7月31日：スウェード、インキュバス、ジミー・イート・ワールド

2012年
- 7月27日：レディオヘッド、エルヴィス・コステロ&ジ・インポスターズ、ジェームス・イハ
- 7月28日：ジェイムス・ブレイク、モーション・シティ・サウンドトラック、SPYAIR
- 7月29日：ザ・ストーン・ローゼズ、ビーディ・アイ、BOOM BOOM SATELLITES

2013年
- 7月26日：ザ・キュアー、ヴァンパイア・ウィークエンド、ザ・エックス・エックス
- 7月27日：スクリレックス、ステレオフォニックス、マイ・ブラッディ・ヴァレンタイン、NELL
- 7月28日：ナイン・インチ・ネイルズ、FUN.、イエローカード、フォールズ

2015年
- 7月24日：ノエル・ギャラガーズ・ハイ・フライング・バーズ、デッドマウス、チャン・ギハと顔たち、[ALEXANDROS]
- 7月25日：ケミカル・ブラザーズ、Dynamic Duo、オーケー・ゴー
- 7月26日：フー・ファイターズ、モーターヘッド、ONE OK ROCK

2016年
- 7月22日：レッド・ホット・チリ・ペッパーズ、ステレオフォニックス
- 7月23日：Zedd、バーディー、SEKAI NO OWARI
- 7月24日：ディスクロージャー、ビッフィ・クライロ、トラヴィス

2017年
- 7月28日：メジャー・レイザー、ロード、スロウダイヴ
- 7月29日：シガー・ロス、李笛、ジコ
- 7月30日：ゴリラズ、紫雨林、RADWIMPS